# 田家会街道
田家会街道，是中华人民共和国山西省吕梁市离石区下辖的一个乡镇级行政单位。2021年5月28日，撤销红眼川乡，整建制并入田家会街道。

## 行政区划
田家会街道下辖以下地区：
田家会村、盘龙塔村、高崖湾村、沙会则村、苏家村村、吉家村村、马家村村、后马家村、界峁村、下楼桥村、车家湾村、义居村、上楼桥村、五里铺村和穆问村。